# Headie One
Irving Adjei, conhecido como Headie One (Tottenham, Londres, 6 de outubro de 1994) é um rapper inglês.